# Фьогбе, Кандас
Кандас Ба Йово Фьогбе (фр. Candas Bah Yovo Fiogbé; род. 18 января 2005) — бенинский футболист, нападающий молодежной команды клуба «Аталанта» и сборной Бенина.

## Карьера

### Клубная карьера
Играл за молодежные команды «Аталанты». В августе 2024 года вышел на поле за резервную команду в матче Серии C с «Альчоне».

### Карьера в сборной
В марте 2025 года был вызван в сборную Бенина. Дебютировал на международном уровне 25 марта в матче квалификации Чемпионата Мира 2026 со сборной ЮАР.